# Plastikowy szaman
Plastikowy szaman ( ang. plastic shaman) albo plastikowy medyk(ang. Plastic medic people) to pejoratywny kolokwializm używany w stosunku do ludzi, którzy starają się uchodzić za szamanów, guru, nauczycieli duchowych, świętych ludzi czy innych przywódców duchowych, ale nie mających żadnego związku z tradycjami, kulturami, ścieżkami duchowymi, które rzekomo mają prezentować. W niektórych przypadkach "plastikowy szaman" może także odnosić się do ludzi, którzy nawet jeśli mają jakieś powiązania z danym kręgiem kulturowym, ale wykorzystującym głównie swoją wiedzę, umiejętności oraz mądrość wyłącznie po to żeby wykorzystywać innych, dla między innymi samolubnych korzyści, manipulacji, pieniędzy, władzy czy podniesienia własnego ego.
Plastikowi szamani, często są krytykowani, przy czym krytykujący szczególnie zwracają uwagę na to że wykorzystują oni często mistykę tradycji kulturowych i ciekawość połączoną z naiwnością  poszukiwaczy, zwłaszcza duchowych, dla wyłącznie dla osobistych korzyści. Zdarza się, że w niektórych przypadkach mogą wykorzystywanie ewentualnych uczniów i tradycji duchowych może obejmować między innymi sprzedaż fałszywych ceremonii duchowych, fałszywych reliktów, fikcyjnych relacji w książkach, nielegalnych pielgrzymek, a także do zakupów różnych przedmiotów, w tym publikacji rzekomo mających powiązanie z daną kulturą. Przykładowo często symbole i terminy kojarzone z rdzennymi Amerykanami, mogą być często przyjmowane przez plastikowych szamanów, a ich wyznawcy często nie będąc zaznajomieni z faktycznymi kulturami rdzennych Amerykanów, przez co ciężej im jest odróżnić imitacje od oryginału. Jednak dotyczy to nie tylko kultur rdzennych Amerykanów, ale równie może być wykorzystywana kultura także m.in. Słowian, Hinduska, Buddyjska, Romska, Polinezyjska, Majów, Santerii, Toltetów i innych.

## Przegląd
Sam termin "plastikowy szaman" został pierwszy raz ukuty wśród aktywistów rdzennych Amerykanów i Indian Kanadyjskich na określenie ludzi, którzy oszukańczo udawali uzdrowicieli wywodzących się z ich kultury. Wkrótce potem "plastikowymi szamanami" zaczęto też nazywać oszukańczych, samozwańczych nauczycieli duchowych, widzących, jasnowidzów, szamanów New Age czy też innych praktykujących często nietradycyjne metody duchowości, uzdrawiania lub dość mocno przekręcający pierwotny przekaz, często umieszczając jednocześnie w nich oszustwa na temat danych ścieżek duchowych bądź kultur. Określenie "plastikowy szaman" jest określeniem także na ludzi, którzy udają  rdzenne pochodzenie, chcąc błędnie przedstawiać duchowość danego kręgu kulturowego (co choćby miało miejsce w przypadku członka Ku Klux Klanu, Asa Earl Canter, po wybuchu skandalu wokół jego książki "The Education of Little Life"). Choć termin w Polsce pozostaje nieznany, to samych ludzi podających za choćby szamanów można znajdywać, czego przykładem  jest Sat-Okh..

Zbliżonym zjawiskiem, które można zauważyć w Polsce i byłych krajach Związku Radzieckiego są między innymi ludzie podający się za szeptuchy bądź publikujący materiały rzekomo pochodzące od nich. Jak dotąd nie znalazło się inne polskie określenie określające ten rodzaj ludzi.
"To bardzo niepokojący trend. Tak niepokojący, że zwrócił na niego uwagę międzynarodową i międzyplemienną grupę ludzi medycyny i przywódców duchowych zwaną Kręgiem Starszych. Byli oni bardzo zaniepokojeni tymi działaniami i podczas jednego ze swoich zgromadzeń zajęli się tą kwestią publikując listę Plastikowych Szamanów w Akwesasne Notes wraz z apelem o zaprzestanie ich wyzysku. Jedna z najbardziej znanych Plastikowych Szamanek, Lynn Andrews, została pikietowana przez społeczności tubylcze w Nowym Jorku, Minneapolis, San Francisco, Seattle i inne miasta”
Krytycy plastikowych szamanów także zwracają na ewentualne niebezpieczeństwa dla poszukiwaczy, którzy pokładają wiele zaufanie w tych osobach. Ci, którzy uczestniczą w ceremoniach przeprowadzonych przez osoby nieprzeszkolone i niezaznajomione z daną kulturą mogą narażać inne na różne zagrożenia psychiczne, fizyczne, a nawet duchowe. Metody prowadzone przez fałszywego nauczyciela mogły być wprost wymyślone bądź lekkomyślnie zaadaptowane z różnych innych kultur i nauczane bez żadnych odniesień do prawdziwej tradycji. W prawie wszystkich przypadkach "plastikowego szamana" którzy mogliby zapewnić kontrolę i równowagę ich zachowania. W przypadku braku środków ostrożności, które takie tradycyjne społeczności zwykle stosują w odniesieniu do świętych ceremonii, oraz bez tradycyjnych wytycznych dotyczących etycznego zachowania, wszelkiego nadużycia mogą się rozwijać.
Wśród ludzi korzystających z usług plastikowych szamanów zdarzały się przypadki, że niektórzy zostali ranni, a także niektórzy zmarli podczas oszukańczych ceremonii szałasu potu skonstruowanych przez ludzi nie pochodzących z rdzennej kultury amerykańskiej.

Wśród krytyki zdarzają się także liczne oskarżenia o przywłaszczenia kulturowe i fałszywymi przedstawieniami rdzennej własności intelektualnej,  jako forma wyzysku kolonializmu i byciem jednym z kroków do niszczeń rdzennych kultur.:
"Para-ezoteryczna indiańskość plastikowego szamanizmu tworzy neokolonialną miniaturą z wielowarstwowymi implikacjami. Przede wszystkim sugeruje, że starszy Indianin nie jest w stanie przekazać swojej wiedzy reszcie białego świata. Ich były biały praktykant, niegdyś całkowicie zaznajomiony z indiańską duchowością, prezentuje prawdziwie erudycyjnego eksperta przekazującego mądrość. To uzasadnienie po raz kolejny wzmacnia dualizm natury i kultury. Indianin pozostaje skazanym na zagładę barbarzyńskim zwierzakiem, indianizowany jest elokwentnym i wyrafinowanym medium dla zewnętrznego, białego świata. Uciszony i wizualnie unicestwiony w ten sposób Indianin wycofuje się do prehistorii, podczas gdy Plastikowy Szaman może zmonopolizować ich jego kulturę."
Obrońcy integralności rdzennej wiary używają terminu "plastikowy szaman", aby krytykować także tych, których używają za potencjalnie niebezpiecznych i mogą zaszkodzić reputacji kultur i społeczności, które rzekomo prezentują. Istnieją dowody na to, że nawet w skrajnych przypadkach wielu z tych podszywających się zdarza się popełniać oszustwa, a nawet przestępstwa. Tradycyjne ludy twierdzą również, że w niektórych przypadkach plastikowi szamani mogą wykorzystywać skorumpowane, negatywne, a czasem szkodliwe aspekty autentycznych praktyk. Inną innowacją może być wprowadzenie magii seksualnej lub elementów "tantrycznych", które mogą być uzasadnioną formą duchowości samą w sobie (gdy są używane w oryginalnym kontekście kulturowym), ale w tym kontekście jest to import z innej tradycji i nie jest częścią autentycznych rdzennych praktyk. W wielu przypadkach doprowadziło to do tego, że rzeczywiści tradycyjni starszyzna duchowa uznała plastikowego szamana i jego pracę za "ciemną" lub "złą" z punktu widzenia tradycyjnych standardów akceptowalnego postępowania.
Wielu z tych, którzy pracują nad zdemaskowaniem plastikowych szamanów wierzy, że nadużycia utrwalone przez duchowe oszustwa może istnieć tylko wtedy, gdy istnieje ignorancja na temat kultur, które oszukańczy praktykujący twierdzi, że ją prezentuje. Aktywiści działający na rzecz między innymi tradycyjnych kultur działają nie tylko w celu ujawnienia oszukańczego i wykorzystania rdzennych tradycji i rdzennych społeczności, ale także w celu edukowania poszukiwaczy o różnicach między tradycyjnymi kulturami a często zniekształconymi nowoczesnymi podejściami do duchowości. Niektóre z kultur uznane za wymarłe mogą być także wykorzystywane przez kręgi New Age w połączenia z praktykami bądź elementami innych przez co osobom poszukującym może być trudniej odróżnić fałszywe źródła od tych autentycznych. Pewne ścieżki duchowe mogą ponadto wymagać dodatkowo inicjacji jeśli poszukiwacz chce praktykować bądź używać elementów pochodzących z nich bądź je nauczać.
Jednym z wielu wskaźników plastikowego szamana może być między innymi, że często gdy ten omawia duchowość rdzennych Amerykanów, nie wspomina o konkretnym plemieniu. Witryna „New Age Frauds and Plastic Shamans” omawia potencjalnych plastikowych szamanów. Podaje się także na kwestię, że wielu autentycznych guru czy szamanów bardziej kieruje poszukującego do swojego wnętrza albo zadaje mu pytania mające skłonić do introspekcji niż mówi mu co ma konkretnie robić.